# Ummidia gandjinoi
Espèce
Synonymes
- Pachylomerus gandjinoi Andreeva, 1968

Ummidia gandjinoi est une espèce d'araignées mygalomorphes de la famille des Halonoproctidae.

## Distribution
Cette espèce est endémique du Tadjikistan. Elle se rencontre vers Gandzhina dans les monts Aruktau.

## Description
Le mâle décrit par Zonstein en 2018 mesure 16,00 mm. La femelle décrite par Zonstein en 2008 mesure 20,30 mm.

## Étymologie
Son nom d'espèce lui a été donné en référence au lieu de sa découverte, Gandjina ou Gandzhina.

## Publication originale
- Andreeva, 1968 : Materialy po faune paukov Tadzikistana. III. Mygalomorphae. Doklady Akademii Nauk Tadzhikskoi SSR, vol. 11, p. 68-71.